# Do-jeon! Supermodel Korea
Do-jeon! Supermodel Korea (tiếng Hàn Quốc: 도전! 수퍼모델 코리아; tiếng Anh: Challenge Supermodel Korea) hay còn gọi là Korea's Next Top Model hay KNTM là một chương trình truyền hình thực tế của Hàn Quốc mà trong đó, một số thí sinh tranh giành danh hiệu Korea's Next Top Model và một cơ hội để bắt đầu sự nghiệp trong ngành người mẫu.
Là một phần của Top Model, nó được dựa trên chương trình truyền hình nổi tiếng của Mỹ là America's Next Top Model và nó được chia sẻ cùng một định dạng. Vào ngày 6 tháng 1 năm 2010, có thông báo rằng kênh Onstyle của Hàn Quốc sẽ bắt đầu sản xuất một phiên bản Hàn Quốc của chương trình tìm kiếm người mẫu. Người mẫu Jang Yoon Ju sẽ dẫn dắt ban giám khảo và làm host của chương trình.
Kế hoạch cho các thí sinh nam tham gia cuộc thi được bắt đầu vào năm 2014 trước khi đợt phát sóng thường xuyên lần thứ 5 được phát sóng nhưng ý tưởng đã được giữ lại. Sau đó, nó đã được tiết lộ rằng vào mùa 5 sẽ là phiên bản nam và nữ.
Từng mùa đều có một nhóm thí sinh trẻ sống cùng nhau trong ngôi nhà chung trong nhiều tháng khi tham gia vào các thử thách, chụp ảnh và gặp gỡ các thành viên trong ngành người mẫu. Thông thường, một hoặc nhiều thí sinh kém sẽ bị loại mỗi tuần cho đến khi còn 1 thí sinh cuối cùng sẽ trở thành Korea's Next Top Model và nhận được một hợp đồng người mẫu cho các đại diện và các giải thưởng khác. Trong mùa đầu tiên, yêu cầu về chiều cao của nữ được đặt ở mức là 165 cm nhưng sau đó được nâng lên thành 168 cm hoặc cao hơn khi các thí sinh nam được giới thiệu trong chương trình. Yêu cầu chiều cao của nam là 178 cm hoặc cao hơn.

## Các mùa
| Mùa | Phát sóng           | Quán quân      | Á quân                      | Các thí sinh theo thứ tự bị loại | Tổng số thí sinh | Điểm đến quốc tế |
| --- | ------------------- | -------------- | --------------------------- | --- | ---------------- | ---------------- |
| 1   | 18 tháng 9 năm 2010 | Lee Ji Min     | Kim Na Rae Lee Yoo Kyung    | Kim Yu Ri, Lee Eun Young, Shin Young Eun, Seok Dan Bi, Kim Ye Ji, Sun Hye Rim, Kim Hyo Kyung, Baek Il Hong, Kim Min Sun, Oh Hye Ji, Park Doo Hee                                                                       | 14               | Paris            |
| 2   | 25 tháng 6 năm 2011 | Jin Jung Sun   | Park Seul Ki                | Yun You Jin, Lee Eun Sook, Go Jeong Seon, Jenny Fuglsang & Park So Yeon, Choi Ji Hye, Ko Eun Bi, Lee Seong Sil, Lee Song Lee, Lee Sun Young, Um You Jung, Song Hae Na & Lee Jenny                                      | 15               | Saipan New York  |
| 3   | 14 tháng 7 năm 2012 | Choi So Ra     | Kim Jin Kyung               | Kwon Da Min & Min Hae Rin & Jung Han Sol, Lee Seul Ki, Ji So Yeon, Jang Mi Rim, Heo Kyung Hee, Yoon Eun Hwa, Choi Han Bit, Hong Ji Su, Choi Se Hee, Kang Cho Won, Lee Min Jung, Lee Na Hyun & Go So Hyun, Yeo Yeon Hee | 18               | Siem Reap Mũi Né |
| 4   | 15 tháng 8 năm 2013 | Shin Hyun Ji   | Jung Ho Yeon Hwang Hyun Joo | Ko Eun Bi & Ahn Hye Jin, Seok Il Myung, Jo Eun Saem, Kim Eun Hae & Seo Young Chae, Ryu Ye Ri, Kim Si Won, Im Hyun Joo, Jung Ha Eun, Kim Hye Ah & Park Sin Ae                                                           | 15               | Phuket Las Vegas |
| 5   | 16 tháng 8 năm 2014 | Hwang Ki Bbeum | Lee Cheol Woo Han Seung Soo | Choi Ji In, Jung So Hyun, Chung Dong Kyu, Shin Jae Hyuk, Han Ji An, Kim Seung Hee, Kim Jong Hoon, Bahng Tae Eun & Kim Yae Lim, Choi Jung Jin, Jeong Yong Soo, Hyun Ji Eun & Kim Min Jung                               | 16               | Toronto          |